# Tawhero
Tawhero est une banlieue de Whanganui, située dans le District de Manawatu et la région de Manawatū-Whanganui dans l'Île du Nord de la Nouvelle-Zélande.

## Démographie
La zone statistique de Titoki, qui correspond à Tawhero, couvre 1,92 km2n.
Il avait une population de 2 943 résidents lors du recensement de 2018 en Nouvelle-Zélande, une augmentation de 375 personnes (14,6 %) depuis le recensement de 2013, et une augmentation 222 personnes(8,2 %) depuis le recensement de 2006 en Nouvelle-Zélande. 
Il y avait 1 098 logements avec  1 449 hommes et 1 491 femmes, donnant un sexe-ratio de 0,97 homme  pour une femme.
L’âge médian était de 39 ans(comparé avec le 37,4 ans au niveau national, avec 636 personnes (21,6 %) âgées de moins de 15 ans, 552 personnes (18,8 %) âgées de 15 à 29 ans, 1 173 personnes (39,9 %) âgées de 30 à 64 ans et 582 personnes (19,8 %) âgées de 65 ans ou plus .
L’ethnicité était pour 67,7 % européens/Pākehā, 35,8 % Māori, 7,1 % personnes du Pacifique, 5,0 % asiatiques  et 1,5 % d’une autre ethnicité (le total peut faire plus de 100 % dans la mesure où certaines personnes peuvent s’identifier de multiples ethnicités).
La proportion de  personnes nées outre-mer était de 10,6 %, comparée  avec les 27,1 % au niveau national.
Bien que certaines personnes refusent à donner leur religion, 46,7 % n’avaient aucune religion, 35,6 % étaient chrétiens, 1,0 % étaient Hindouistes, 0,2 % étaient musulmans, 0,7 % étaient bouddhistes et 6,9 % avaient une autre  religion.
Parmi ceux d’au moins 15 ans d’âge, 183 personnes (7,9 %)  avait un niveau de licence ou un degré supérieur et 666 personnes (28,9 %) n’avaient aucune qualification  formelle. 
Le revenu médian était de 22,200 $, comparé avec les 31,800 $ au niveau  national. 
Le statut d’emploi de ceux d’au moins 15 ans était pour 852 personnes (36,9 %) employées à plein temps , pour 309 personnes (13,4 %) étaient à temps partiel et 150 personnes (6,5 %) étaient sans emploi.

## Éducation
- L’école de Tawhero  est une école primaire publique, mixte , allant de l’année 1 à 6 [3] avec un effectif de 130 élèves en mars 2021[4].

- L’école «St Marcellin School» est une école mixte, chrétienne, intégrée au public , allant de l’année 1 à 8 [5],[6] avec un effectif de 51 élèves[7].

- L’école «Rutherford Junior High» est une école publique, mixte , intermédiaire [8] avec un effectif de 179 élèves[9].